# Michael Thomas (Soziologe)
Michael Thomas (* 4. September 1951 in Spremberg) ist ein deutscher Philosoph und Soziologe.

## Wissenschaftliches Leben
Nach Abitur und Berufsausbildung als Dreher (1970 in Ludwigsfelde) sowie Wehrdienst bei der Volksmarine studierte Thomas von 1973 bis 1978 Philosophie an der Humboldt-Universität zu Berlin und wurde nach dem Forschungsstudium 1981 mit einer Arbeit „Zur Herausbildung der Phänomenologie Edmund Husserls“ zum Dr. phil. promoviert.
1981 wechselte er an das Institut für Soziologie der Akademie für Gesellschaftswissenschaften beim ZK der SED, arbeitete dort insbesondere zu Theorie und Geschichte der Soziologie. 1989/90 engagierte er sich in Gremien und Projekten für eine stärkere Mitwirkung der Soziologie aus der DDR an den Untersuchungen gesellschaftlicher Umbrüche.
Im März 1990 gehörte er zu den Gründungsmitgliedern des Brandenburg-Berliner Instituts für Sozialwissenschaftliche Studien (BISS), wo er verschiedene Projekte leitete. Parallel war er als Gastwissenschaftler am Wissenschaftszentrum Berlin für Sozialforschung (1990), der Universität Mannheim (1991) und als Humboldt-Stipendiat an der Universität Bielefeld (1992, 1993) tätig. Von September 1992 bis Februar 1993 war er als Stipendiat von Marshall-Fund und Ford Foundation am American Institute for Contemporary German Studies (AICGS) in Washington, D.C. und an der University of California, Santa Barbara.
1994 wurde er wissenschaftlicher Mitarbeiter am Institut für Soziologie der Technischen Universität Dresden (TU). Die Tätigkeit endete 1996. Grund waren Vorwürfe einer Zusammenarbeit mit der Staatssicherheit. Diese hatte die Zusammenarbeit wegen mangelnder Mitwirkungsbereitschaft von Thomas bereits während seines Studiums (Anfang 1978) beendet. Belegen ließ sich das erst Jahre später. Seit 1997 war Michael Thomas in der außeruniversitären Projektforschung sowie freischaffend tätig. Dies schloss Lehraufträge an verschiedenen Universitäten sowie Projekttätigkeiten, etwa am Babson College for Entrepreneurship in den USA (1997) wie an der Europa-Universität Viadrina (1999; 2000), ein.
Seit 1990 initiierte und verantwortete Michael Thomas zahlreiche Forschungs- und Gestaltungsprojekte sowohl im europäisch-vergleichenden Kontext wie in verschiedenen ostdeutschen Regionen. Das betraf u. a. Übergangspassagen in die privatwirtschaftliche Selbstständigkeit, soziale Verantwortung von Unternehmen, Regionalvergleiche altindustrieller Regionen in Deutschland und Polen, Fallstudien zu Umbruchprozessen in europäischen Städten, Gestaltungsprojekte in Bereichen von Arbeitsförderung, sozialer Integration und Stadtentwicklung. Im Zusammenhang damit erfolgten die Teilnahme an internationalen Kongressen sowie die Organisation verschiedener Konferenzen und Workshops. Zudem konnte er regionale Projektnetzwerke und Kunstprojekte unterstützen.
Von 2007 bis 2011 koordinierte Michael Thomas als Mitarbeiter am Zentrum Technik und Gesellschaft (ZTG) der Technischen Universität Berlin ein Netzwerk der Ostdeutschlandforschung. Von 2015 bis 2019 war er als wissenschaftlicher Experte für die Partei Die Linke Mitglied der Enquete-Kommission 6/1 „Zukunft der ländlichen Regionen vor dem Hintergrund des demografischen Wandels“ im Brandenburger Landtag. Er war Mitglied verschiedener Fach- und Programmbeiräte (Bundesministerium für Arbeit und Soziales; Bundesministerium für Bildung und Forschung; Rosa-Luxemburg-Stiftung). Gegenwärtig (Stand 3/2024) leitet er einen Arbeitskreis der Leibniz-Sozietät.
Michael Thomas’ Forschungsschwerpunkte liegen in den Bereichen Phänomenologische Philosophie und Soziologie, der Transformationsforschung, Wirtschaftssoziologie sowie der Regionalforschung und regionalen Projektentwicklung.

## Publikationen (Auswahl)

### Als Autor
- Edmund Husserl. Zur Genesis einer spätbürgerlichen Philosophie, Akademie Verlag, Berlin 1987, ISBN 3-05-000514-9.

- (mit Henning Nuissl und Anna Schwarz): Vertrauen – Kooperation – Netzwerkbildung. Unternehmerische Handlungsressourcen in prekären regionalen Kontexten. Verlag für Sozialwissenschaften, Wiesbaden 2002, ISBN  3-531-13840-5

### Als Herausgeber/Mitherausgeber
- Abbruch und Aufbruch. Sozialwissenschaften im  Transformationsprozeß. Erfahrungen – Ansätze – Ergebnisse. Akademie Verlag, Berlin 1992, ISBN 3-05-002127-6.

- Selbständige – Gründer – Unternehmer: Passagen und Paßformen im Umbruch, Berliner Debatte, Berlin 1997, ISBN 3-931703-09-6.

- (mit Marek S. Szczepanski): Regional Actors and Regional Contexts of Action. The Cases of Upper Silesia and Lower Lusatia. Śląskie Wydawnictwa Naukowe Wyższej Szkoły Zarządzania i Nauk Społecznych, Tychy 2004, ISBN 83-89055-26-0.

- (mit Rolf Reißig): Neue Chancen für alte Regionen? Fallbeispiele aus Ostdeutschland und Polen. LIT Verlag, Münster-Hamburg-Berlin-London 2005, ISBN 3-8258-7884-8.

- Transformation moderner Gesellschaften und Überleben in alten Regionen. Debatten und Deutungen. LIT Verlag, Münster-Hamburg-Berlin-London 2011, 266 S., ISBN 978-3-643-11031-2.

- (mit Ulrich Busch): Transformation im 21. Jahrhundert. Theorien – Geschichte – Fallstudien (= Abhandlungen der Leibniz-Sozietät der Wissenschaften, Bd. 39 I und II). trafo Wissenschaftsverlag, Berlin 2015, ISBN 978-3-86464-088-9 / ISBN 978-3-86464-089-6.

- (mit Ulrich Busch): Ein Vierteljahrhundert deutsche Einheit. Facetten einer unvollendeten Integration (= Abhandlungen der Leibniz-Sozietät der Wissenschaften, Bd. 42). trafo Wissenschaftsverlag Berlin, ISBN 978-3-86464-100-8.

- (mit Michael Brie und Rolf Reißig): Suchprozesse in Zeiten des Umbruchs. LIT Verlag, Münster u. a. 2016, ISBN 978-3-643-13528-5.

- (mit Gerhard Banse, Ulrich Busch): Transformation und Digitalisierung. Industrie 4.0 und digitalisierte Gesellschaft (= Abhandlungen der Leibniz-Sozietät der Wissenschaften, Bd. 49). trafo Wissenschaftsverlag, Berlin, 269 S., ISBN 978-3-86464-153-4.

- (mit Ulrich Busch): Transformation im aktuellen Kontext. Chancen – Ambivalenzen – Blockaden (= Abhandlungen der Leibniz-Sozietät der Wissenschaften, Bd. 58). trafo Wissenschaftsverlag, Berlin 2019, ISBN 978-3-86464-207-4.

- (mit Ulrich Busch): Streitfall Ostdeutschland. Grenzen einer Transformationserzählung (= Abhandlungen der Leibniz-Sozietät der Wissenschaften, Bd. 72). trafo Wissenschaftsverlag, Berlin 2021, ISBN 978-3-86464-235-7.

## Mitgliedschaften
- Mitglied der Deutschen Gesellschaft für Soziologie seit 1990
- Mitglied der Alexander-von-Humboldt-Stiftung seit 1993
- Mitglied der Gelehrtengesellschaft Leibniz-Sozietät der Wissenschaften zu Berlin seit 2009